# ژاکوب فرانک
ژاکوب فرانک (عبری:יעקב פרנק) (۱۷۲۶–۱۷۹۱ میلادی) یک رهبر یهودی قرن ۱۸ بود که ادعا کرد زنده شدن دوباره مسیح خود انگاره شبتای زوی و یعقوب پیامبر است. رهبران یهودی لهستان فرانک را طرد کردند زیرا ادعای او را کفرآمیز می‌دانستند. او اعتقاد به خدا بودن شخص وی به عنوان جزئی از خداییت سه‌گانه و اعتقاد به دکترین «رستگاری از طریق گناه» داشت.
فرانک در واقع یک دین جدید ایجاد کرد، که امروزه فرانکیسم نامیده می‌شود که این دین قسمتهایی از یهودیت و مسیحیت را مخلوط کرده بود. پیدایش فرانکیسم در واقع یکی از پیامدهای جنبش شبتای زوی بود.

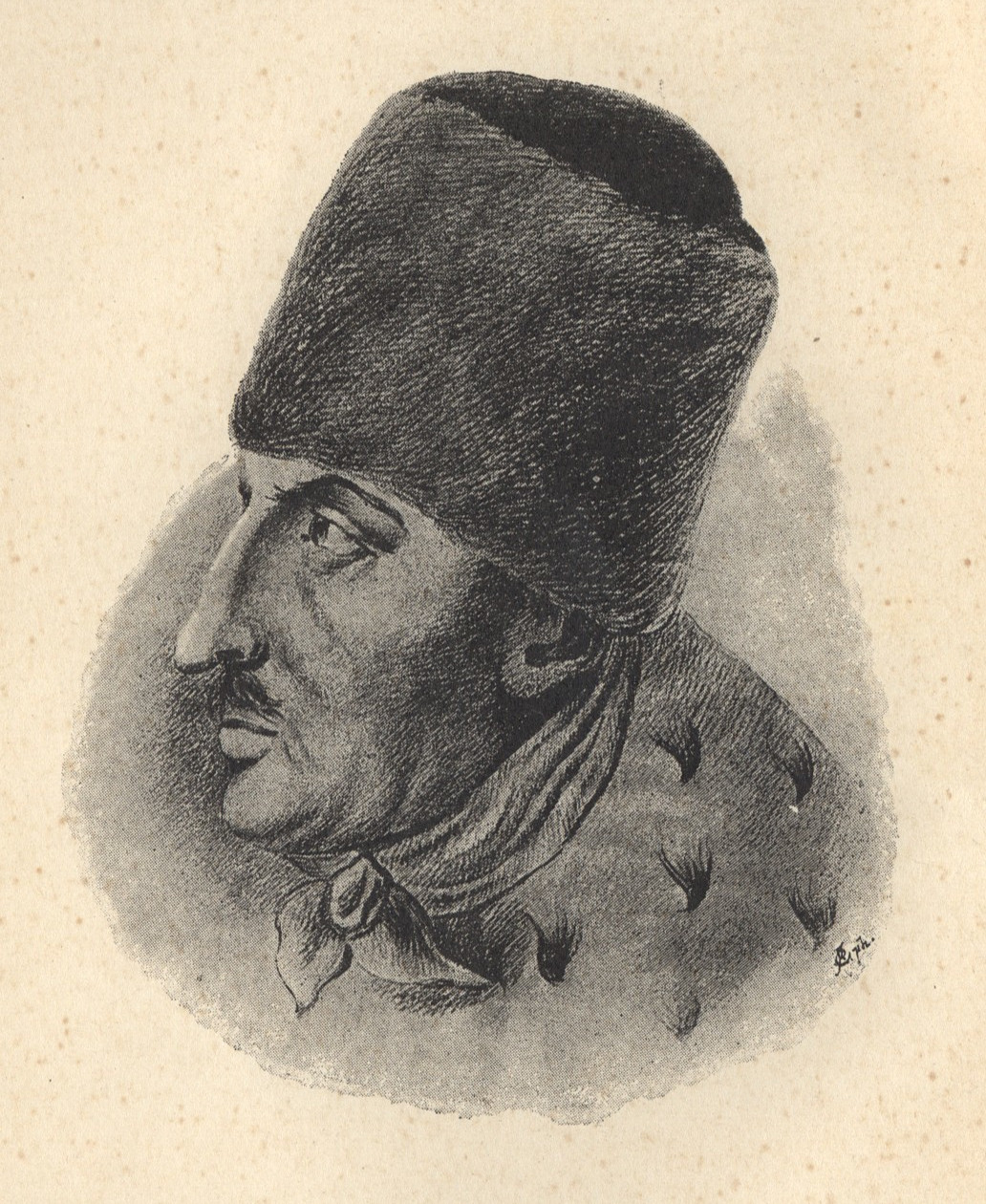
ژاکوب فرانک

## تاریخچه
در لهستان شرقی بسیاری سازمان‌های مخفی شبتایی بودند که این سازمان‌ها علی‌الخصوص در پودولیا و گالیسیا فعال بودند. به دلیل اعتقاد به انقلاب بزرگ مسیحایی پیروان این گروه‌ها بسیاری از سنتها و قوانین یهودی را نقض می‌کردند. شبتیان گاهی اوقات برای گناهان خود زجر می‌کشیدند و خودزنی می‌کردند یا برای صهیون گریه می‌کردند و گاهی نیز بسیار دنیوی بودند و قوانین ساده زیستی را زیر پا می‌گذاشتند. خاخامهای لهستانی تلاش کردند که شبتیان را ممنوع کنند ولیکن در این امر موفق نبودند و جنیش شبتیان در بین یهودیان طبقه متوسط بسیار پرطرفدار بود.

## زندگی اولیه
ژاکوب فرانک با نام اصلی ژاکوب بن لیبویتز در کرولیوکا در استان پودولیا در شرق لهستان به دنیا آمد. پدر او از پیروان شبتای زوی بود و تأثیرهای شبتای زوی در آن زمان زیاد بود. در زمانی که فرانک شاگرد مدرسه بود تلمود را رد کرد و بعد از آن خود را یک فرد عامی درس نخوانده می‌دانست.
او که در کار تجارت پارچه و سنگ‌های قیمتی بود مرتب به امپراتوری عثمانی سفر می‌کرد و در این زمان لقب فرانک را که در ترکیه به اروپاییها داده می‌شد گرفت. او به مراکز شبتیان در سمیرنا و سالونیکا سفر کرد. در سال ۱۷۵۰ فرانک دیگر با رهبران شبتیان بسیار صمیمی شده بود. دو تن از پیروان شبتی معروف عثمان بابا در مراسم عروسی او حضور داشتند. در ۱۷۵۵ او در پودولیا شروع به جمع کردن مردم و سخترانی در مورد الهامهایی که توسط دونمه در سالونیکا به او شده بود کرد. یکی از این سخنرانی‌ها مورد توجه خاخامها قرار گرفت و او مجبور به ترک پودولیا شد. پیروان او دستورها خاخام محلی را زیر سئوال بردند. در دادگاه ربانی که در روستای ساتونوف برگزار شد فرانک به شکستن قوانین اخلاقی یهودی متهم شد.

## ضد تلمودیان
در نتیجه این دادگاه خاخامها پیروان او را طرد کردند و وظیفه هر یهودی دینداری دانستند که او و پیروانش را افشاء کنند. خاخامها می‌خواستند که او و پیروانش را بر روی آتش بسوزانند. شبتیان به رهبر کاتولیکها کامنتز پودولسک نزدیک شده و گفتند که آن‌ها تلمود را رد کرده و فقط زوهر را قبول دارند که با ایده سه خدایی مسیحیان در تضاد نیست. آن‌ها همچنین گفتند که اعتقاد دارند مسیح یکی از این سه بدنه‌است.
از این رو بیشاپ کاتولیک آن‌ها را تحت حمایت خود قرار داد و جلسه‌ای برای رفع مشکلات آن‌ها و خاخامها ترتیب داد. خاخامها از حضور مسئولان کلیسا بسیار ناراحت بودند و جوابهای درستی به ادعاهای شبتیان در این جلسه ندادند. بیشاپ به نفع شبتیان رای داد و دستور داد تلمودیان به آن‌ها جریمه پرداخت کنند. او همچنین دستور داد که تمام نسخه‌های موجود تلمود سوزانده شود.
بعد از مرگ بیشاپ شبتیان توسط خاخامها مورد آزار زیادی قرار گرفتند ولیکن آن‌ها از آگوستوس سوم لهستان کاغذی مبنی بر در امان بودن گرفتند.

## ادعای جانشین شبتای زوی بودن
در این زمان ژاکوب فرانک ادعا کرد که او جانشین شبتای زوی و عثمان بابا است و ادعا کرد که از بهشت الهامهایی دریافت کرده‌است. این الهامها مبنی برگرویدن او و پیروانش به دین مسیحیت بود. در این زمان صحبتهایی مبنی برپیوستن فرانکیها به دین مسیحیت کاتولیک صورت گرفت. روحانیون مسیحی به فرانکیها و اهداف آن‌ها مشکوک بودند ولیکن به اصرار مسئولین با آن‌ها جلسه گذاشتند. بعضی از فرانکیها نیز به مسیحیت پروتستان پیوستند.

## باپتیزه شدن فرانکیها
در جلسه دوم با خاخامها، آن‌ها به شدت با فرانکیها مخالفت کردند. در این زمان فرانکیها خواستند که اجازه داده شود که آن‌ها تعلق خود را به مسیحیت نشان دهند. در این زمان همه فرانکیها در آب مقدس غوطه ور شده و مسیحی شدند. فرانک نام خود را به یوسف تغییر داد. حدود ۵۰۰ نفر به همراه او مسیحی شدند. تا سال ۱۷۹۰ حدود ۲۶۰۰۰ یهودی به این طریق در لهستان مسیحی شدند؛ ولیکن فرانکیها هنوز از طرف مسیحیان مورد اعتماد نبودند زیرا آن‌ها اعتقادهای عجیبی داشتند. در سال ۱۷۶۰ فرانک به جرم کفر دستگیر شد. مسئولین کلیسا او را به عنوان معلم کفر شناخته و زندانی کردند.

## زندان و روزهای بعد از آن
فرانک به مدت سیزده سال زندانی شد و این زندانی شدن معروفیت و محبوبیت او را زیاد کرد زیرا به عنوان شهید نام گرفت. بعضی فرانکیها در نزدیکی محل زندانی شدن او ساکن شدند تا همیشه با سرور مقدس خود در تماس باشند. فرانک در سخنان خود می‌گفت که رستگاری اول با گرویدن به دین ادوم (مسیحیت) و سپس با گرویدن به دین عقل به دست می‌آید. بعد از تجزیه شدن لهستان، فرانک به دست روسها آزاد شد. فرانک در شهر برنو ساکن شد و زوار زیادی برای ملاقات با او به آنجا می‌آمدند. دختر او ایو نیز نقش مهمی در سازمان او داشت. تزار آینده روسیه، پل اول نیز به ملاقات وی آمد.
فرانک به همراه دختر خود به وین رفت. او طرفدارانی پیدا کرد و مسئولین معتقد بودند که او مسیحیت را در بین یهودیان پخش خواهد کرد؛ ولیکن بعد از مدتی رفتار او شک‌برانگیز شد و مجبور به ترک اتریش گردید. او به همراه دخترش به آلمان رفت. در آنجا او لقب بارون اوفنباخ را گرفت و زندگی ثروتمندانه‌ای را با پولهایی که پیروانش برای او می‌فرستادند شروع کرد. بعد از مرگ فرانک در ۱۷۹۱، ایو رهبر جنبش او شد.

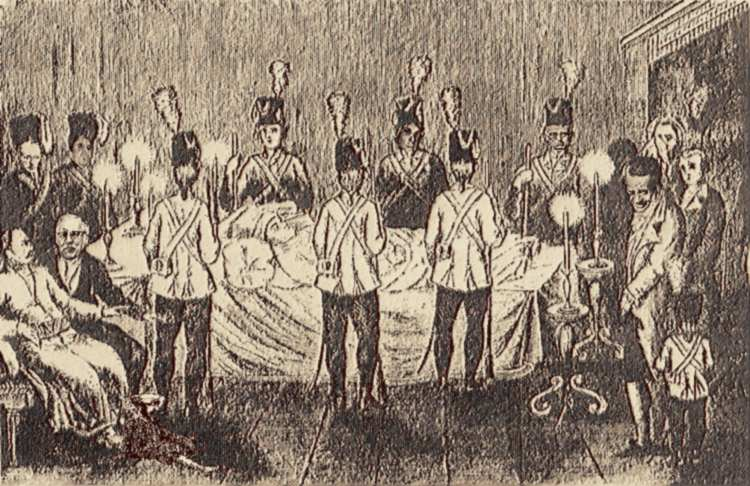
ژاکوب فرانک در بستر مرگ ۱۷۹۱

بعضی از پیروان او در انقلاب فرانسه نقش مهمی داشتند که از آن جمله موزس دوبروسکا بود. بسیاری از فرانکیها ناپلئون بناپارت را به عنوان شخصی با داشتن پتانسیل برای مسیح بودن می‌دانستند. فرانکیها در لهستان و بوهم پخش شدند و با دیگران وصلت کردند.
در سال ۱۸۸۳ در روزنامه‌ای در روسبه این ادعا چاپ شد که مادر سه فرد مطرح لهستان (فردریک شوپن، آدام میکوویز و جولوس سلواکی) همه یهودیان فرانکی بودند که به مسیحیت گرویده بودند.